# Obserwatorium Pierre Auger

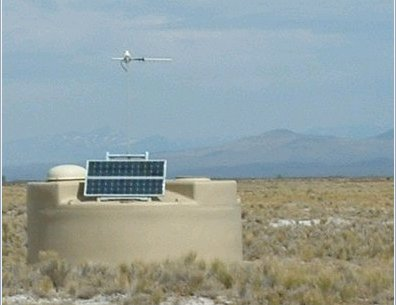
Jeden z detektorów

Obserwatorium Pierre Auger – sieć detektorów przeznaczonych do rejestrowania wysokoenergetycznych cząstek promieniowania kosmicznego. 
Obserwatorium znajduje się w Argentynie, w prowincji Mendoza i zajmuje teren o powierzchni ponad 3 tysięcy kilometrów kwadratowych. Jest zarządzane przez międzynarodowe konsorcjum, a krajami uczestniczącymi we współpracy są m.in.: Argentyna, Meksyk, Brazylia, Francja, Niemcy, Włochy, Stany Zjednoczone, Polska, Czechy, Holandia i Wielka Brytania. Nazwa obserwatorium pochodzi od nazwiska francuskiego fizyka, Pierre'a Augera.
Jego budowa kosztowała ok. 100 mln dolarów.
Obserwatorium zostało uruchomione w roku 2008. W jego skład wchodzi 1600 zbiorników wodnych, stanowiących detektory promieniowania Czerenkowa, powstającego w wyniku przejścia wysokoenergetycznej naładowanej cząstki, oraz cztery detektory fluorescencyjne obserwujące ślad cząstki w atmosferze. Taka hybrydowa budowa obserwatorium umożliwia wzajemną kalibrację otrzymywanych danych i redukcję błędów systematycznych.
Dzięki obserwacjom sieci Pierre Auger zauważono, że źródła promieniowania kosmicznego o najwyższych energiach prawdopodobnie nie są izotropowe i korelują się z pobliskimi aktywnymi galaktykami.